# 拓殖大学相撲部
拓殖大学相撲部（たくしょくだいがくすもうぶ）は拓殖大学の学生で構成される相撲チーム。

## 歴史
不明だが大正期にはすでに創部していた。
2009年に東日本学生選手権を45年ぶりに制覇した。全国学生相撲選手権大会でも森本太良が優勝し学生横綱となった。

## 相撲部応援歌
拓殖大学相撲部に「興亜の雄図」という応援歌が存在する。
この応援歌は拓殖大学において相撲部以外の応援活動にも歌われる。歌詞は4番まで存在するが実際の応援活動では、慣例により1番の歌詞のみを歌いかつ「乱舞」及び「押忍三唱」を行う。この「乱舞」は「カチマス踊り」とよばれ拓殖大学関係者の間ではこの応援歌自体をもって「カチマス踊り」と認識されている。

## 出身者
- 吉井山朋一郎 - 第2回石川国体、全国学生相撲選手権大会優勝、大相撲入り後は前頭11枚目まで昇進した。
- 太刀光昭洋 - 東日本学生相撲選手権優勝、大相撲入り後は十両7枚目まで昇進した。
- 舛田山靖仁 - 全国学生相撲選手権大会準優勝、大相撲入り後は関脇まで昇進し、引退後は千賀ノ浦部屋を創設した。監督である舛田守の実兄。
- 隆濤剛 - ブラジル出身、全国学生相撲選手権大会優勝、十両8枚目まで昇進した。
- 栃乃洋泰一 - 全国学生相撲選手権大会優勝、大相撲入り後は関脇まで昇進した。
- 栃の山博士 - 春日野部屋に入門、舛田山とともに千賀ノ浦部屋に移籍。現在は相撲協会世話人。
- 拓錦広之 - 初土俵から12場所連続勝ち越しの記録を持つが、初の負け越しを喫した2008年3月場所の幕下6枚目が最高位となった。
- 髙立直哉 - 初土俵から8場所で十両に昇進したが、在位はその1場所に終わった。
- 勝呂歩紀 - 全日本相撲選手権大会3位、日本通運を経て藤島部屋に入門。
- 布施美樹 - 隻腕のアマチュア相撲選手。現在は高校地歴公民科の教諭。